# Desiderio Scaglia
Desiderio Scaglia (Cremona, 1567 – 21 de agosto de 1639) oi um cardeal e bispo católico.

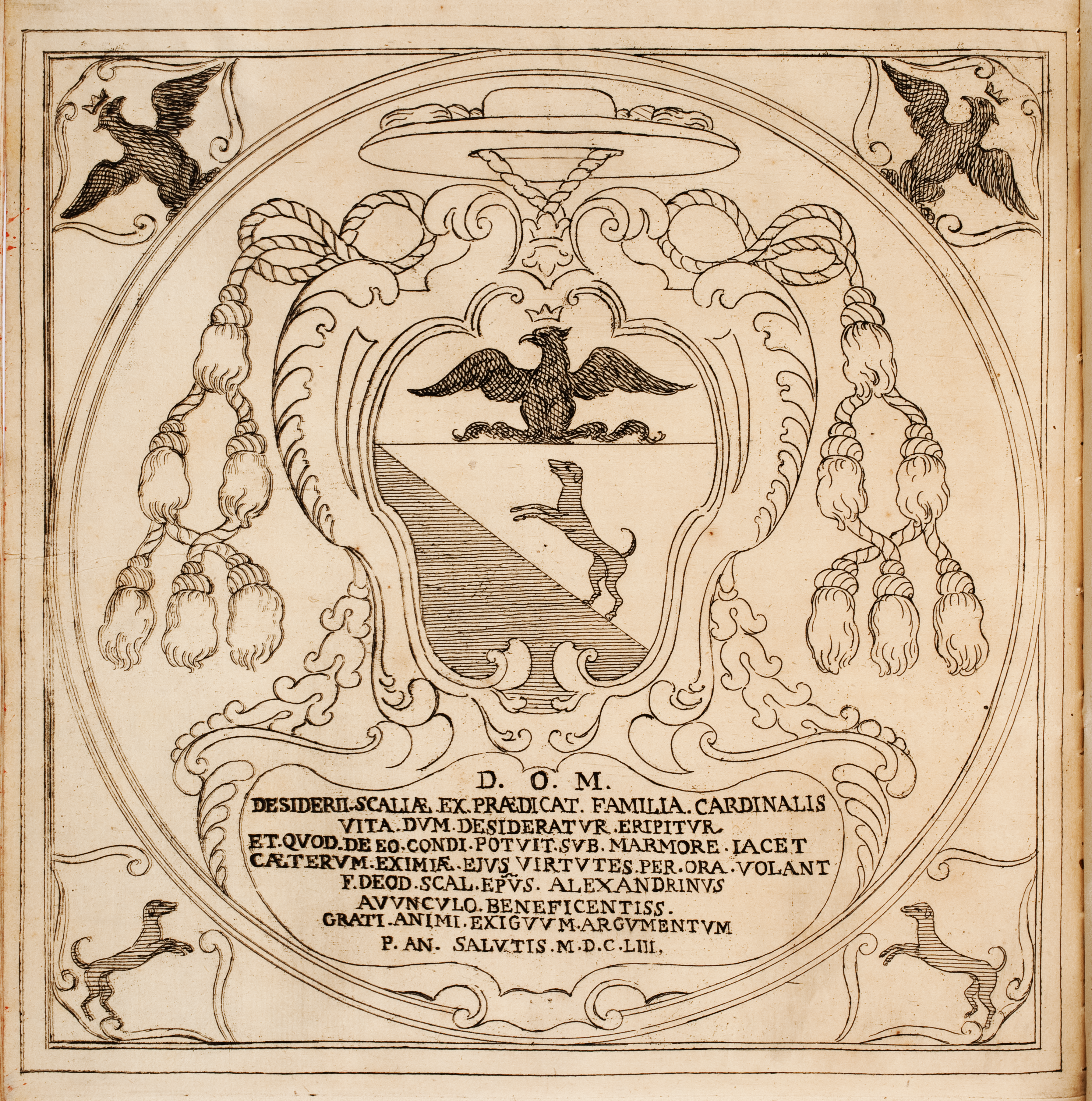
Placa memorial para Desiderio Scaglia erguida em 1653 por seu sobrinho Deodato Scaglia, bispo de Alexandria.

O Papa Paulo V o nomeou cardeal em 11 de janeiro de 1621.
Participou do Conclave de 1621, que elegeu o Papa Gregório XV, e do Conclave de 1623, que elegeu o Papa Urbano VIII.
No julgamento de Galileu Galilei for inquisidor, votando pela sua condenação.
Morreu em Roma em 21 de agosto de 1639, com 72 anos de idade.